# Марзуки, Хамди
Хамди Марзуки (араб. حمدي المرزوقي‎; род. 23 января 1977) — тунисский футболист, выступавший на позиции защитника за сборную Туниса.

## Клубная карьера
Хамди Марзуки начинал свою карьеру футболиста в тунисском клубе «Клуб Африкэн», с которой в 2000 году стал победителем Кубка Туниса. В 2002 году он перешёл в «Стад Тунизьен», с ним он также в 2003 году становился обладателем национального кубка. В 2004 году Марзуки вернулся в «Клуб Африкэн», а спустя год стал игроком эмиратской команды «Дибба Аль-Фуджайра». Потом в его карьере был кувейтский «Аль-Араби». В 2007 году Марзуки возвратился на родину, став футболистом клуба «Хаммам-Лиф». В 2008—2010 годах он выступал за «Бизертен», а в сезоне 2010/11 — за «Габес».

## Карьера в сборной
Хамди Марзуки играл за сборную Туниса в товарищеских матчах и матче отборочного турнира чемпионата мира 2002.
На Кубке африканских наций 2002 в Мали он провёл за Тунис две игры: группового этапа с Замбией и Египтом. Он был включён в состав сборной Туниса на чемпионат мира по футболу 2002 года в Японии и Южной Корее, но на поле в рамках первенства так и не вышел.

## Достижения
«Клуб Африкэн»
- Обладатель Кубка Туниса (1): 1999/00

 «Стад Тунизьен»
- Обладатель Кубка Туниса (1): 2002/03